# كارمين

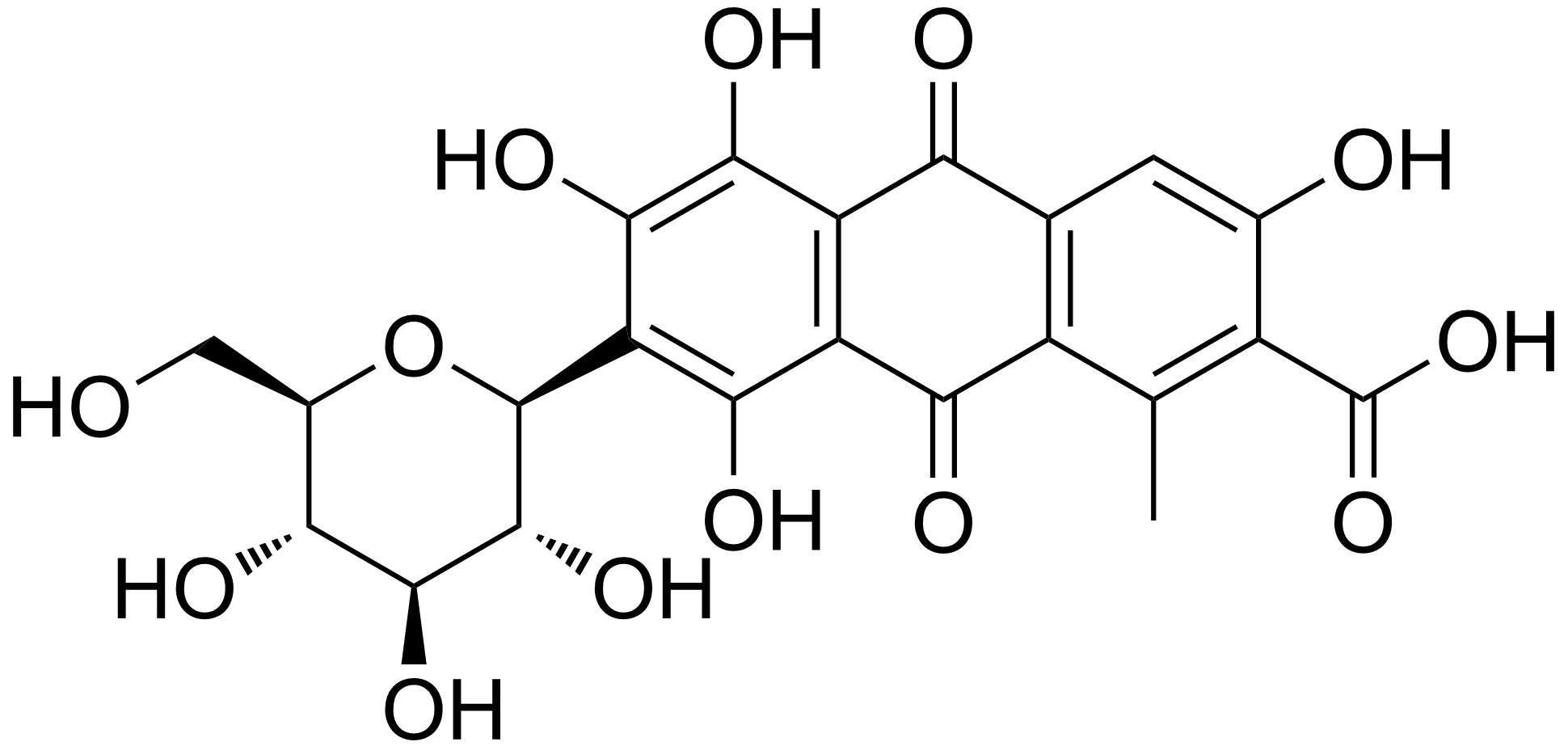
حـمـض الكَرْمِنيك

الكارمين أو الصِّبْغ القرمزي (بالإنجليزية: Carmine)‏ هي خضاب ذو لون أحمر مشرق اللون يمكن الحصول عليه من حـمـض الكَرْمِنيك الذي تنتجه بعض الحشرات القشرية مثل الدودة القرمزية وحشرة القرمز البولندية (Polish cochineal)، ويستخدم اسم كارمين للدلالة على أحد درجات اللون الأحمر الداكن. وقد يطلق عليه أيضا اسم Crimson Lake، أو Cochineal، أو Natural Red 4، أو C.I. 75470، أو E120. ويستعمل خضاب الكارمين في صناعة الملونات الغذائية والأدوية ومستحضرات التجميل. كما يستخدم في صناعة الزهور الصنعية، والطلاء، وأحمر الشفاه، والحبر القرمزي، والمواد الغذائية مثل اللبن وبعض أنواع العصائر وخصوصا تلك التي تتمتع بلون أحمر قرمزي.

## أصل التسمية
كلمة كارمين (بالإنجليزية: Carmine)‏ مشتقة من الكلمة الإنجليزية «اللون القرمزي» ومن الكلمة الفرنسية (بالفرنسية: carmin)‏، من اللاتينية في القرون الوسطى (carminium)، من الصفة العربية «قرمزي».

## إنتاجها

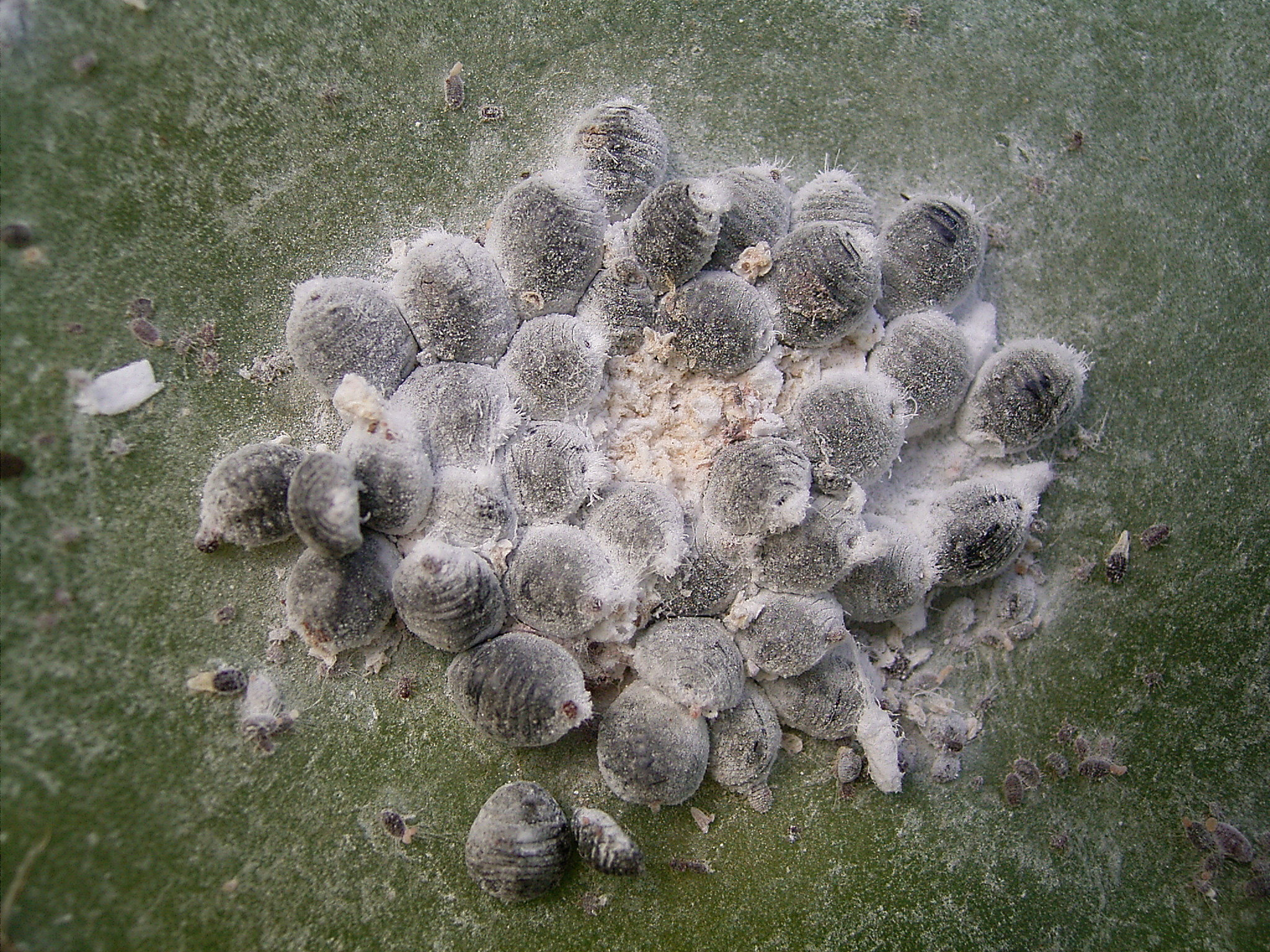
مجموعة من الإناث Dactylopius مكورة المتزايدة في بارلوفينتو، سانتا كروث دي تينيريفي، لا بالما، جزر الكناري

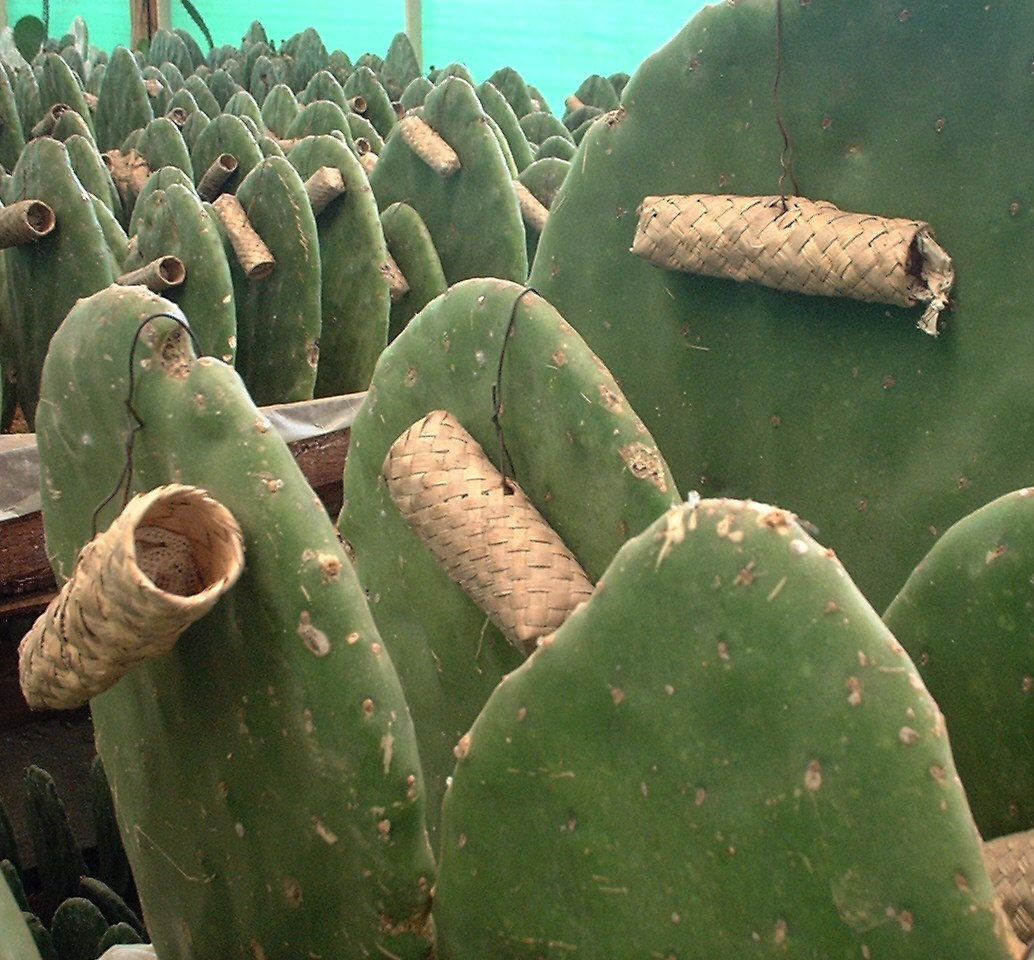
عش قرمزي على الصبار

يمكن إنتاج الكارمين من الدودة القرمزية، حيث تغلى الحشرات المجففة في الماء لاستخلاص حمض الكرمنيك ثم يعامل المحلول الرائق مع الشب أو بعض المواد الأخرى؛ للحصول على اللون الصافي أما البقايا الحيوانية الأخرى فتترسب.
تعتبر البيرو أكبر مزود بصباغ الكارمين المستخرج من الدودة القرمزية. ونتيجة للقوانين الصارمة على الملونات الصناعية المضافة إلى الأغذية والمواد الأخرى، فقد تصدرت البيرو السوق العالمي حيث تزوده بـ 80% من حاجته (40% صباغ، و60% دود).

## الخصائص والاستعمال
وجدت دراسة للانعكاس الطيفي لأحد الصبغات المسوقة تجاريا على أساس حمض كارمين أنه يعكس في الغالب الضوء الأحمر مع موجات أطول من حوالي 603 نانومتر، والتي تقدم لون أحمر مشبع.
بمكن استخدام اللون القرمزي للكارمين كعامل تلوين في الأنسجة.يستخدم الكارمين أيضا كملون غذائي في العديد من المنتجات مثل العصائر، والمثلجات، واللبن، والحلوى، أو كملونات في مستحضرات التجميل مثل أحمر الشفاه وظل العيون. ومع أنه صبغة حمراء اللون، إلا أننا نجده في الكثير من الأطعمة بدرجات اللون الأحمر مثل الوردي والأرجواني.

### الحساسية (التحسس)
يعرف عن الكارمين كملون غذائي تسببه في حساسية شديدة وصدمة تحسسية (anaphylactic shock) لبعض الأشخاص.
قد تكون المنتجات الغذائية الحاوية على هذه المادة الملونة مصدرا للقلق بالنسبة للأشخاص الذين يتحسسون منها، أو للناس النباتيين، وبصورة أكبر لأتباع الديانات الملتزمين الذين يبحثون عن الطعام الحلال (مثل الكوشر في اليهودية واللحم الحلال في الإسلام).